# Szamil Abdraszytow
Szamil Manusypowicz Abdraszytow (ros. Шамиль Манусыпович Абдрашитов, tatar. Şamil Mөnasip uğlı Ğabderəşitov, ur. 19 maja 1921 w Orenburgu, zm. 4 maja 1944 w Sewastopolu) – as myśliwski Radzieckich Sił Powietrznych z 17 potwierdzonymi zwycięstwami w II wojnie światowej, Tatar.
W 1939 roku ukończył Wojskową Szkołę Lotniczą w Orenburgu, od grudnia 1941 roku służył na dalekim wschodzie. 
Shamil Abdraszytow w okresie od kwietnia 1942 do śmierci w maju 1944 roku służył w 402 pułku lotnictwa myśliwskiego ZSRR. Latał na samolotach Jak-1 i Jak-9. Pierwsze zwycięstwo lotnicze odniósł 11 września 1943 roku nad samolotem Focke-Wulf Fw 189. Zginął 4 maja 1944 roku. Jego samolot Jak-9 został zestrzelony ogniem artylerii przeciwlotniczej na południe od Sewastopolu. 2 sierpnia 1944 roku pośmiertnie został odznaczony tytułem Bohatera Związku Radzieckiego. Był także odznaczony Orderem Lenina, Orderem Czerwonego Sztandaru, Orderem Aleksandra Newskiego, Orderem Wojny Ojczyźnianej I klasy (20 grudnia 1943), Orderem Czerwonej Gwiazdy (26 września 1943) i medalami.
Jego imieniem nazwano ulicę w rodzinnym mieście.